# 神道大辞典
《神道大辞典》（日语：しんとうだいじてん）是平凡社1937年（昭和12年）至1940年（昭和15年）出版的一本词典，主要解释了与神道教、神社及其神灵、仪式有关的术语。全书共3卷，旨在纪念天皇2600周年；原计划全书共5卷，但因受战争影响，只完成了3卷。
时任平凡社社长下中弥三郎在前言中称：“日本是一个不论政治还是经济，亦或是教育领域都以礼制为基础的神国，所以‘神明有关知识’亦十分重要。在此之前，山川鵜市于同社出版的《新国辞典》也不错，但规模过小，因此一本更大规模的词典出版迫在眉睫。”词典中的每篇文章均由各个领域的专家负责，同时由包括下中弥三郎在内的4个人主持编辑，最终交由宫地直一、佐伯有义二人审阅。有些条目可能没有作者署名，但有署名的条目都可能含有该作者自己的研究成果。
1969年（昭和44年），临川书店以三卷的形式出版了《神道大辞典》的复本， 1986年，这三卷词典进一步缩减为一卷，由同一出版社作为再印本出版。